# Premier corps de l'armée de Virginie du Nord
Le premier corps de l'armée de Virginie du Nord (ou corps de Longstreet) est une unité militaire combattant pour les États confédérés d'Amérique lors de la guerre de Sécession. Il est formé au début de 1861 et sert jusqu'au printemps 1865, principalement sur le théâtre oriental. Le corps d'armée est commandé par James Longstreet pendant la majeure partie de son existence.
En partie ou en entier, le corps combat dans pratiquement toutes les batailles majeures du théâtre oriental, telles que Fredericksburg, Gettysburg, la Wilderness, Cold Harbor, et le siège de Petersburg. Le corps combat aussi au Tennessee et assure un service important de ravitaillement à Suffolk en Virginie. Il est démantelé peu après la reddition du général Robert E. Lee aux forces de l'Union le 9 avril 1865.

## Origines

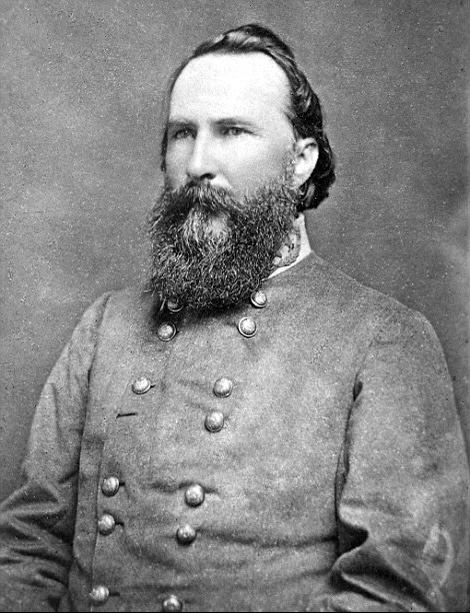
Lieutenant général James Longstreet

Le 1er juin 1862, Robert E. Lee prend le commandement de l'armée du Potomac à la suite de la blessure de Johnston pendant la bataille de Seven Pines, et peu après cette année sera connue comme l'armée de Virginie du Nord. Lee réorganise l'armée en deux « ailes » (les corps ne sont pas légalement permis par le congrès confédéré jusqu'au 18 septembre, avec le lieutenant général James Longstreet chargé de l'aile droite et le lieutenant Thomas J. "Stonewall" Jackson chargé de l'aile gauche. Avec l'autorisation de création des corps plus tard dans l'année, l'aile droite est redésignée comme le premier corps. À ce moment, le corps de Longstreet comprend vingt-et-une brigades organisées en cinq division sous les ordres des major généraux Lafayette McLaws, Richard Heron Anderson, George E. Pickett, et John Bell Hood, et le brigadier général Robert Ransom Jr..

## 1862

### Fredericksburg
Note : voir l'ordre de bataille lors de la bataille de Fredericksburg pour obtenir la structure de commandement de l'armée de Virginie du Nord à cette époque.
La bataille de Fredericksburg est livrée dans et autour de Fredericksburg, en Virginie, commençant le 11 décembre et se terminant le 15 décembre 1862 entre l'armée de Virginie du Nord de Lee et l'armée de fédérale du Potomac, maintenant commandée par le major général Ambrose E. Burnside. Le premier corps commence par atteindre Marye's Heights le 18 novembre et se déploie là pour contester une possible passage du pont flottant de l'armée de l'Union à Fredericksburg, avec le deuxième corps suivant rapidement une fois que Lee est plus certain des intentions de Burnside. Jusqu'à ce Lee soit convaincu, le premier corps n'est pas retranché profondément à deux semaines du début des actions le 12 décembre. Après l'arrivée de Jackson le 2 décembre, Longstreet commence à se retrancher le long de sa ligne, avec la division d'Anderson près de Banks Ford sur le Rappahannock et le restant des divisions sur Marye's Heights ; l'artillerie est placée le long de la crête par le lieutenant colonel E. Porter Alexander.
Quand l'armée de Burnside commence à traverser le Rappahannock à Fredericksburg tôt le matin du 11 décembre, son passage est contesté par la brigade de William Barksdale, qui est dispersée le long de la rive de la ville. Les confédérés commencent à tirer sur les pontonniers de l'Union peu après cinq heures du matin, les obligeant à abandonner leur travail ; l'artillerie de l'Union qui tire de Strafford Heights sur la rive est de la rivière est incapable de repousser la brigade de Barksdale hors de ses positions, malgré plusieurs heures de bombardement. Vers quinze heures, les ingénieurs font traverser la rivière par bateau à de petits groupes de soldats de l'Union et repoussent les confédérés dans la ville. Barksdale se retire vers les positions principales confédérées peu après dix-neuf heures.
En janvier 1863, la division de Ransom est transférée en Caroline du Nord.

## 1863

### Opérations de Suffolk et Chancellorsville
Longstreet et une partie du premier corps (les divisions de Hood et de Pickett) sont détachés de l'armée de Virginie du Nord le 26 février et envoyé à Suffolk, pour affronter la pression fédérale du IXe corps, et aussi permettre la collecte du ravitaillement dans la région par les autorités confédérées. Pendant les quelques mois suivants, Longstreet servira à la tête du département du Virginie du Sud et de Caroline du Nord. Commençant le 11 avril, Longstreet utilise ses deux divisions pour mettre le siège sur Suffolk, pour pouvoir mieux collecter le ravitaillement dans la région près de la ville. Après trois semaines, il reçoit l'ordre d'abandonner le siège et de retourner dans l'armée principale de Lee mais la bataille de Chancellorsville se termine avant l'arrivée de Longstreet.

### Gettysburg
Note : voir l'ordre de bataille lors de la bataille de Gettysburg pour voir la structure de commandement du l'armée de Virginie du Nord à cette époque.
À la suite de la mort de Jackson en mai, l'armée de Virginie du Nord est réorganisée en trois corps. Longstreet garde les divisions de McLaws, de Hood et de Pickett, alors que la division de Richard Anderson est transférée dans le nouveau troisième corps commandé par Ambrose Powell Hill. Deux brigades de Pickett sont détachées pour aider les forces confédérées en Caroline du Nord et près de Richmond, ne laissant que trois brigades dans sa division.
Vers la fin de juin 1863, l'armée de Virginie du Nord remonte la vallée de la Shenandoah, traverse le Maryland et entre dans la Pennsylvanie, utilisant les Blue Ridge Mountains pour cacher ses mouvements des patrouilles (en) de la cavalerie de l'Union. Le premier corps commence à traverser le fleuve Potomac dans le Maryland le 25 juin, terminant le lendemain ; le corps bivouaque pendant plusieurs jours près de Chambersburg, en Pennsylvanie.
Les divisions du premier corps de Hood et McLaws sont loin de Cashtown et n'arriveront pas pour prendre part au premier jour des combats le 1er juillet, alors que la division de Pickett est encore plus loin derrière, étant laissée pour garder les lignes de communications par Chambersburg, et ne rejoindra l'armée que tard le 2 juillet. Au cours de la première journée de la bataille, les unités du deuxième et troisième corps (environ un tiers de l'armée de Lee) bousculent le I et XI corps (environ un quart de l'armée de Meade) vers l'arrière au travers de Gettysburg, malgré la résistance acharnée de la cavalerie fédérale de John Buford et dans un premier temps aussi de l'infanterie. Alors que le reste de l'armée de l'Union s'approche, il rejoint les deux corps battus sur la ligne défensive construite sur une grande partie de Cemetery Ridge.
Tard le deuxième jour de la bataille les deux divisions présentes du premier corps attaquent le flanc gauche de l'Union. Pendant que Hood, sur le flanc droit, parvient à prendre le Devil's Den au IIIe corps et pour se déployer sur Big Round Top il ne parvient pas à tourner le flanc attaqué, les troupes sont stoppées par la brigade de Strong Vincent sur Little Round Top. Hood est lui-même blessé et perd un bras. La division de McLaw attaque une heure après le début de la progression de Hood et, directement plus au nord, se heurte au IIIe et Ve corps et des éléments du IIe corps de l'Union en renfort. La division, bien que partiellement soutenue sur la gauche par la division d'Anderson, est saignée à blanc sur le champ de blé et Peach Orchard (en), comme l'ennemi, sans grand progrès.
Le troisième jour de la bataille la division diminuée de Pickett, arrive finalement, et deux petites divisions du troisième corps attaquent le centre des lignes de l'Union près de Cemetery Ridge. Longstreet, au commandement de la force qui attaque, prédit un résultat négatif et proteste , mais il reçoit l'ordre de commencer l'attaque malgré tout. Après l'un des plus grands, mais insuffisant, barrages d'artillerie de la guerre sous les ordres du colonel Alexander, une colonne estimée à 11 000-15 000 hommes avance contre les positions du II corps et des parties du I corps - marchant sur près d'un kilomètre six cents (un mile) à découvert ; sous un feu nourri d'artillerie et de mousquets. L'attaque est un échec complet avec Pickett qui perd près de 2 600 hommes, ses trois commandants de brigades et tous ses commandant de régiment sauf un. Bien que la division de Pickett soit seulement un élément de l'attaque, l'ensemble est habituellement appelé charge de Pickett. L'armée se retire en Virginie, l'atteignant après une retraite coûteuse 10 jours plus tard.

### Chickamauga

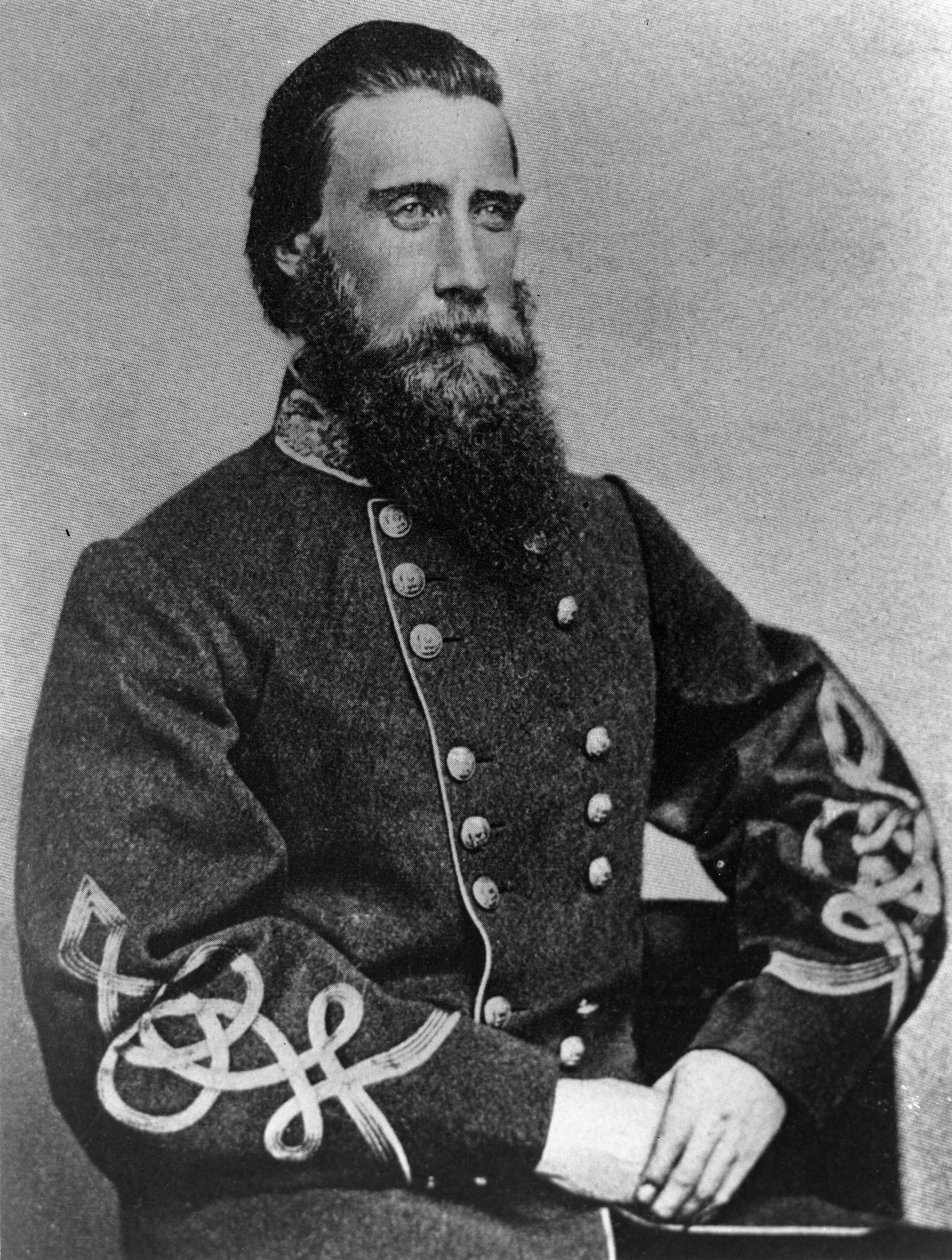
Lieutenant général John Bell Hood

Bataille de Chickamauga, actions du 20 septembre 1863-

Note : voir l'ordre de bataille confédéré de la bataille de Chickamauga pour la structure de commandement de l'armée du Tennessee à cette époque.
Le 9 septembre, le premier corps est transféré dans le département du Tennessee, à l'exception de la division de Pickett et de la brigade de "Tige" Anderson. Le nœud ferroviaire du Tennessee à Chattanooga est le principal objectif des deux armées à l'ouest, ces dernières étant l'armée du Cumberland.
Le nœud ferroviaire du Tennessee à Chattanooga est l'objectif principal des deux armées dans l'ouest, qui sont l'armée du Cumberland sous les ordres du major général Rosecrans avec près de 60 000 hommes, et l'armée du Tennessee menée par le général confédéré Braxton Bragg et le premier corps parmi des renforts supplémentaires qui constituent une forces de plus de 65 000 hommes. Pour atteindre et renforcer l'armée de Bragg, le premier corps utilisera 16 chemins de fer sur près de 1 350 kilomètres (800 miles traversant la Caroline du Nord et la Caroline du Sud pour atteindre l'armée du Tennessee, stationnée au nord de la Géorgie. Ce périple indirect est nécessaire en raison des différents écartements qui survivent au sein du système ferroviaire du sud entre les forces, et prendra trois semaines pour être achevé. Les éléments de tête du corps de Longstreet, trois brigades de la division du major général John Bell Hood, sont regroupés avec la division occidentale sous les ordres du brigadier général Bushrod Johnson et ouvrent la bataille le 18 septembre en traversant le Chickamauga Creek (en) à Reed's Bridge. Comme Lognstreet n'est pas encore arrivé, Hood assume le commandement du corps pendant que le brigadier général Evander Law assume le commandement de la division de Hood. Le premier corps combat dans la même formation le lendemain sur la gauche confédérée. Le 20 septembre, Longstreet arrive avec deux brigades de la division de McLaws. Comme McLaws n'est pas encore arrivé, les brigades sont commandées par le brigadier général Joseph B. Kershaw. Bragg utilise l'arrivée de Longstreet pour réorganiser son armée en ailes, avec Longstreet commandant l'aile gauche qui comprend son propre corps sous les ordres de Hood, le corps de Buckner et la division de Hindman pendant que Leonidas Polk assume le commandement de l'aile droite. Les troupes du premier corps jouent un rôle important dans la percée que Longstreet réussit le 20. Ce combat est considéré comme la défaite de l'Union la plus significative sur le théâtre occidental, avec un total des victimes dans les deux camps supérieur à 34 000 hommes.

## Quartiers d'hiver 1863-64
Environ une heure après l'attaque manquée contre le forts Sanders le 29 novembre, un télégramme du président Jefferson Davis arrive, informant Longstreet de la défaite de Bragg à Chattanooga et enjoignant au premier corps de rejoindre l'armée du Tennessee. En premier, Longstreet décide de quitter la région de Knoxville immédiatement, aussi il fait faire marche arrière au train de wagons sans tarder. Puis deux messages de Bragg arrivent, suggérant que le premier corps devrait traverser la chaîne de montagne en Géorgie pour atteindre l'armée qui y retraite. Comme Longstreet tient des conseils de guerre avec ses officiers supérieurs, les problèmes logistiques de la traversée des montagnes sont mis en lumière, et il est décidé de rester à Knoxville jusqu'à ce que les renforts de l'Union arrivent et prennent leurs quartiers d'hiver près de Bristol.
Le 1er décembre, les patrouilles de la cavalerie confédérée capturent un courrier ennemi, acheminant un message de Burnside déclarant que trois colonnes ont été envoyées à son aide. Longstreet agit sur la base de cette information - qui s'avérera plus tard être une ruse - et ordonne à ses wagons de partir vers l'est sous bonne garde. Les 15 000 fantassins commencent à suivre tard dans la journée du 4 décembre, marchant sous des trombes d'eau toute la nuit. Pendant les quatre jours suivants, le premier corps retraite vers la Virginie, traversant Bean Station et se dirigeant vers Rogersville dans le comté de Hawkins, où Longstreet s'arrête le 9 décembre. Le lendemain, il reçoit l'autorité discrétionnaire de Davis sur l'ensemble des soldats dans sa région, et avec elle, il rappelle les unités de cavalerie qui ont été envoyées vers Bragg en Géorgie. Longstreet arrête son commandement à Rogesville jusqu'au 13 décembre, date où il apprend le retour à Bean's Station de l'infanterie et de la cavalerie de l'Union qui le poursuivent ; il décide alors de tourner bride et de les attaquer le lendemain.

## 1864

### Campagne de l'Overland
Note : voir l'ordre de bataille de la Wilderness (en) pour avoir la structure de commandement de l'armée de Virginie du Nord à cette époque.
Au début de la campagne de l'Overland, le premier corps est à 40 kilomètres (25 miles) des voies ferrées de Gordonsville lorsque le reste de l'armée de Lee engage l'armée du Potomac de Meade lors de la bataille de la Wilderness le 5 mai 1864. Longstreet reçoit des ordres lui disant de se réunifier au reste de l'armée et de soutenir le troisième corps d'A.P. Hill avant 4 heures du matin le 4 mai. Au milieu de la journée le 6 mai, le troisième corps risque d'être submergé par le IIe corps lorsque le premier corps arrive pour combler le trou créé par les combats. Longstreet met directement ses hommes contre le II corps épuisé et reprend pratiquement tout le terrain cédé lors de la bataille jusqu'alors, puis repousse le IIe corps sur 1,6 kilomètre (1 mile) de plus. Peu après avoir stabilisé la ligne confédéré, un ingénieur confédéré découvre une voie ferrée inachevée qui donne aux confédérés accès au flanc gauche. Longstreet organise une force de flanquement composée de quatre brigades prises dans son premier corps et dans le troisième corps. Alors que l'attaque initiale est réussie en mettant en déroute le flanc gauche, les confédérés se désorientent dans les épais fourrés. À ce moment, Longstreet est sérieusement blessé au cou par un tir fratricide. Le commandement du premier corps revient au major général Charles W. Field, qui réorganise alors le corps en une ligne défensive. Le 7 mai Lee décide de remplacer Field par Richard Anderson.
Note : voir l'ordre de bataille de Spotsylvania (en) pour la structure de commandement de l'armée de Virginie du Nord à cette époque.

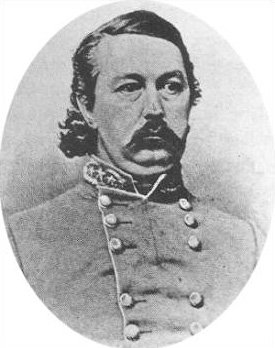
Maj. Gen. Charles W. Field

La bataille de Spotsylvania Court House s'est déroulée du 8 au 21 mai, le long d'une ligne de tranchées de 6,4 kilomètres (4 miles), dans et autour de Spotsylvania, à environ 16 kilomètres (10 miles) des champs de bataille de la Wilderness.
Le soir du 7 mai, Lee ordonne au major général Richard Anderson de déplacer son corps à Spotsylvania Court House, croyant que Grant se dirige au même endroit. Il dit à Anderson de mettre en mouvement ses hommes à trois heures du matin, mais Anderson décide de partir à dix heures ce soir là, une décision qui se révélera être une aide précieuse à l'armée de Virginie du Nord. Au même moment où Lee met Andeson en mouvement, Grant décide de faire partir son armée au même endroit dans l'espoir de faire sortir Lee à découvert et se placer entre Lee et Richmond.
Le premier corps arrive juste à Block House Bridge lorsqu'Anderson est informé que le major général J.E.B. Stuart retient l'infanterie de Grant (des éléments du Ve corps de Warren) sur Brock Road et à besoin de renfort. Il envoie les brigades d'Henegan et d'Humphreys à son aide, et à leur arrivée, Stuart les déploie le long de la crête à Laurel Hill, où elles contiennent l'avancée des fédéraux. Dès qu'Anderson a envoyé ses deux premières brigades, il est approché par un courrier du major général Fitzhugh Lee qui est engagé par des unités de la cavalerie fédérale du brigadier général James H. Wilson, qui viennent juste de franchir le palais de justice. Anderson envoie immédiatement les brigades de Bryan et Wofford qui parviennent à aider Lee à repousser les cavaliers.
Le premier corps passera la majorité de la bataille à se défendre contre les assauts répétés de Laurel Hill lancés par l'infanterie du Ve corps et des unités du IIe corps de Hancock, et n'est pas fortement engagé dans les combats dans et autour du « Bloody Angle »
Note : voir l'ordre de bataille à Cold Harbor (en) pour la structure de commandement de l'armée de Virginie du Nord à cette période.

## 1865

### Five Forks et Appomattox
À la suite de la mort du lieutenant général A.P. Hill à Petersburg, les restes du troisième corps sont fusionnés avec le premier corps le 2 avril 1865.